# Drosophila kanekoi
Drosophila kanekoi este o specie de muște din genul Drosophila, familia Drosophilidae, descrisă de Mahito Watabe și Masanobu Higuchi în anul 1979. Conform Catalogue of Life specia Drosophila kanekoi nu are subspecii cunoscute.